# 제12회 일본 참의원 의원 통상선거
제12회 일본 참의원의원 통상선거는 1980년 6월 22일에 시행된 일본 참의원의원의 선거이다. 제36회 중의원의원 총선거와 함께 시행되었다.

## 선거 정보

### 투표일
- 1980년 6월 22일

### 선거권자
- 선거권자 80,925,034명

## 선거 결과

### 투표자수
- 전국구 60,299,034명
- 지역구 60,319,142명

### 투표율
- 전국구 - 74.51%

- 남성 : 73.67%
- 여성 : 75.30%

- 지역구 - 74.54%

- 남성 : 73.69%
- 여성 : 75.33%

### 정당별 획득 의석
| 정당         | 지역구 | 전국구 | 당선자 합계 | 의석수 |
| ------------ | ------ | ------ | ----------- | ------ |
| 자유민주당   | 48     | 21     | 69          | 135    |
| 일본사회당   | 13     | 9      | 22          | 47     |
| 공명당       | 3      | 9      | 12          | 26     |
| 일본공산당   | 4      | 3      | 7           | 12     |
| 민사당       | 2      | 3      | 5           | 11     |
| 신자유클럽   | 0      | 0      | 0           | 3      |
| 사회민주연합 |        | 1      | 1           | 2      |
| 무소속       | 6      | 4      | 10          | 14     |
| 합계         | 76     | 50     | 126         | 250    |

### 전국구 득표 결과
| 정당         | 득표수     | 득표율 | 당선인 |
| ------------ | ---------- | ------ | ------ |
| 자유민주당   | 23,778,190 | 42.5%  | 21     |
| 일본사회당   | 7,341,828  | 13.1%  | 9      |
| 공명당       | 6,669,387  | 11.9%  | 9      |
| 일본공산당   | 4,072,019  | 7.3%   | 3      |
| 민사당       | 3,364,478  | 6%     | 3      |
| 사회민주연합 | 627,273    | 1.1%   | 1      |
| 신자유클럽   | 351,291    | 0.6%   | -      |
| 기타         | 1,675,494  | 3%     | 1      |
| 무소속       | 8,077,786  | 14.4%  | 3      |
| 총합         | 55,957,745 |        | 50     |

### 주요 정당
| - 자유민주당 - 135석 | 총재 오히라 마사요시 | 부총재 니시무라 에이이치 | 간사장 사쿠라우치 요시오 |

| - 일본사회당 - 47석 | 중앙집행위원장 아스카타 이치오 | 서기장 다가야 신넨 |

| - 공명당 - 26석 | 중앙집행위원장 다케이리 요시가쓰 | 서기장 야노 준야 |

| - 일본공산당 - 12석 | 의장 노사카 산조 | 간부회위원장 미야모토 겐지 | 서기국장 후와 데쓰조 |

| - 민사당 - 12석 | 중앙집행위원장 사사키 료사쿠 | 서기장 쓰카모토 사부로 |

| - 신자유클럽 - 2석 | 대표 고노 요헤이 | 간사장 다가와 세이이치 |

| - 사회민주연합 - 2석 | 대표 덴 히데오 | 부대표 에다 사쓰키 오오시바 시게오 | 간사장 나라자키 야노스케 |